# Куштумга
Куштумга́ — река в России на Южном Урале, протекает в Миасском городском округе Челябинской области. Устье реки находится в 564 км от устья Миасса по левому берегу, возле посёлка Северные Печи. Длина реки составляет 25 км. Название, возможно, восходит к башкирскому тамга — «знак», «клеймо», «тамга», куш — «двойной» («Двойная тамга»).
Основные притоки: Сухокаменка (впадает слева в 14 км от устья) и Большая Таловка (впадает слева в 5,5 км от устья).

## Данные водного реестра
По данным государственного водного реестра России относится к Иртышскому бассейновому округу, водохозяйственный участок реки — Миасс от истока до Аргазинского гидроузла, речной подбассейн реки — Тобол. Речной бассейн реки — Иртыш.
Код объекта в государственном водном реестре — 14010500812111200003510.